# Pungu maclareni
Pungu maclareni és una espècie de peix de la família dels cíclids i de l'ordre dels perciformes.

## Morfologia
- Els mascles poden assolir 10 cm de longitud total.[1][2]

## Depredadors
És depredat per algunes espècies del gènere Stomatepia i per Clarias maclareni.

## Hàbitat
Viu en zones de clima tropical entre 28 °C-30 °C de temperatura i entre 1-3 m de fondària.

## Distribució geogràfica
Es troba a Àfrica: és una espècie de peix endèmica del llac Barombi Mbo (oest del Camerun).

## Estat de conservació
Es troba en perill d'extinció.